# SHISHAMO NO OSAKA-JOHALL!!!
『SHISHAMO NO OSAKA-JOHALL!!!』はSHISHAMOの2作目のライブ映像作品。2016年11月9日にGOOD CREATORS RECORDS / UNIVERSAL SIGMAから発売された。

## 概要
- 本作はSHISHAMOの2作目のライブ映像作品。リリースに先駆けて9月21日にダイジェスト映像がオフィシャルYouTubeチャンネルで公開された[2]。
- 2016年6月25日に開催された初の大阪城ホール公演『SHISHAMO NO OSAKA-JOHALL!!!』の模様を全曲ノーカットで収録している。特典映像として、初のホールツアーSHISHAMO ワンマンツアー2016春「少女たちが恋心に気付いたのは、宇宙からの旅がえり」の5月7日 神奈川県民ホール公演の1部 「宇宙編」が収められており、さらにツアー各地で上映していたご当地映像も完全収録された[3]。
- 清水富美加、濱田和馬が出演している公演に向けての予告動画「SHISHAMO NO OSAKA-JOHALL!!! 大阪物語」もライブ映像の前に収録されている[4]。
- ジャケットは前作に続き宮崎の描き下ろしとなっている[5]。

## 収録内容
SHISHAMO NO OSAKA-JOHALL!!!
| #   | タイトル                                     | 作詞 | 作曲・編曲 |
| --- | -------------------------------------------- | ---- | ---------- |
| 1.  | 「中庭の少女たち」                           |      |            |
| 2.  | 「僕、実は」                                 |      |            |
| 3.  | 「バンドマン」                               |      |            |
| 4.  | 「量産型彼氏」                               |      |            |
| 5.  | 「きっとあの漫画のせい」                     |      |            |
| 6.  | 「推定移動距離」                             |      |            |
| 7.  | 「笑顔のとなり」                             |      |            |
| 8.  | 「こんな僕そんな君」                         |      |            |
| 9.  | 「花」                                       |      |            |
| 10. | 「熱帯夜」                                   |      |            |
| 11. | 「夏の恋人」(宮崎の弾き語り)                 |      |            |
| 12. | 「行きたくない」(アコースティックバージョン) |      |            |
| 13. | 「君との事」(アコースティックバージョン)     |      |            |
| 14. | 「旅がえり」                                 |      |            |
| 15. | 「さよならの季節」                           |      |            |
| 16. | 「僕に彼女ができたんだ」                     |      |            |
| 17. | 「生きるガール」                             |      |            |
| 18. | 「タオル」                                   |      |            |
| 19. | 「君と夏フェス」                             |      |            |
| 20. | 「みんなのうた」                             |      |            |
| 21. | 「ごめんね、恋心」                           |      |            |
| 22. | 「恋に落ちる音が聞こえたら」                 |      |            |
| 23. | 「君とゲレンデ」                             |      |            |
| 24. | 「休日」                                     |      |            |
| 25. | 「恋する」                                   |      |            |

【特典映像】SHISHAMO ワンマンツアー2016春「少女たちが恋心に気付いたのは、宇宙からの旅がえり」 2016年5月7日 神奈川県民ホール 「宇宙編」
| #   | タイトル                                     | 作詞 | 作曲・編曲 |
| --- | -------------------------------------------- | ---- | ---------- |
| 1.  | 「手のひらの宇宙」                           |      |            |
| 2.  | 「中庭の少女たち」                           |      |            |
| 3.  | 「僕、実は」                                 |      |            |
| 4.  | 「推定移動距離」                             |      |            |
| 5.  | 「笑顔のとなり」                             |      |            |
| 6.  | 「深夜のラジオ」                             |      |            |
| 7.  | 「がたんごとん」(アコースティックバージョン) |      |            |
| 8.  | 「花」(アコースティックバージョン)           |      |            |
| 9.  | 「タオル」                                   |      |            |
| 10. | 「きみと話せないのは」                       |      |            |
| 11. | 「君と夏フェス」                             |      |            |
| 12. | 「恋する」                                   |      |            |

【特典映像】ツアー各地で上映されたご当地映像「地球到着時の映像」